# Io, Claudio
Io, Claudio (I, Claudius) è un romanzo storico scritto da Robert Graves, narratore, saggista, poeta inglese e studioso di storia, pubblicato nel 1934.
Scritto in forma di autobiografia immaginaria dell'imperatore romano Claudio - zio di Caligola, marito di Messalina e poi di Agrippina, padre adottivo di Nerone - narra la storia della dinastia giulio-claudia e i primi anni dell'Impero, dall'assassinio di Giulio Cesare nel 44 a.C. all'uccisione di Caligola nel 41 d.C. Sebbene la narrazione sia largamente fittizia, la maggioranza degli eventi storici rievocati sono descritti accuratamente sulla scorta dei resoconti degli storici romani Svetonio e Tacito.
Graves scrisse un seguito all'autobiografia: Claudius the God and His Wife Messalina (1935), nel quale vi narra il principato di Claudio, dall'ascensione al potere alla morte nel 54 d.C.
Il romanzo vinse nel 1934 il James Tait Black Memorial Prize. Tradotto in decine di lingue, in Italia fu pubblicato nel 1935.

## Trama
Tiberio Claudio Cesare Augusto Germanico dichiara di voler scrivere la storia della sua vita, ma vuol farlo in segreto perché, ormai sposato con la nipote Agrippina minore, si sente da lei odiato ed è certo che la donna non gradirà lo svelamento di tanti misteri e misfatti dei loro parenti. All'atto di scrivere però, Claudio si rende conto di dover cominciare da quando i suoi nonni tenevano le scene di Roma e del mondo. Perciò fa partire il racconto dal 38 a.C., anno in cui sua nonna Livia Drusilla divorziò dal marito per sposare Augusto. Quindi vengono ripercorsi molti decenni e si avvicendano le figure di tanti parenti, quasi tutti presi nel vortice del potere e stritolati da esso. Finché, dopo il delirante principato di Caligola, nipote di Claudio, lui stesso viene acclamato imperatore dai pretoriani e deve accettare, a oltre cinquant'anni, la responsabilità di governare.

## Personaggi storici[2]
- Augusto - triumviro e poi imperatore, capostipite della dinastia giulio-claudia
- Gaio Cilnio Mecenate - patrizio, amico di Augusto;
- Marco Vipsanio Agrippa - generale di Augusto;
- Livia Drusilla - terza e ultima moglie di Augusto;
- Ottavia minore - sorella di Augusto;
- Tiberio e Druso maggiore - figli di Livia Drusilla e del suo primo marito;
- Giulia maggiore - figlia di Augusto e della sua seconda moglie Scribonia;
- Antonia maggiore e Antonia minore - figlie di Ottavia e Marco Antonio;
- Marco Claudio Marcello - figlio di Ottavia e del suo primo marito, considerato erede di Augusto;
- Germanico Giulio Cesare, Livilla e Claudio - figli di Druso maggiore e Antonia minore;
- Atenodoro Cananita - filosofo stoico, maestro di Augusto e di altri membri della famiglia;
- Asinio Pollione e Tito Livio - storici, in amicizia col giovane Claudio;
- Druso minore - figlio di Tiberio e della prima moglie Vipsania;
- Gaio Cesare, Giulia minore, Lucio Cesare, Agrippina maggiore, Agrippa Postumo - figli di Marco Vipsanio Agrippa e di Giulia maggiore;
- Seiano - prefetto del pretorio di Tiberio;
- Nerone Cesare, Druso Cesare, Gaio Cesare "Caligola", Agrippina minore - alcuni dei figli di Germanico Giulio Cesare e Agrippina maggiore;
- Plauzia Urgulanilla, Elia Petina, Valeria Messalina - le prime tre mogli di Claudio prima di Agrippina;

## Edizioni italiane
- Robert Graves, Io, Claudio, trad. di Carlo Coardi, Collana Romanzi, Bompiani, Milano 1935-1994; Milano, Garzanti, 1973; Collana Scrittori di tutto il mondo, Milano, Corbaccio, 1995-2020.[3]

## Adattamenti
- I, Claudius (1937) - film, incompiuto e mai distribuito.
- Io Claudio imperatore (1976) - miniserie televisiva.